# Xenillus niger
Xenillus niger är en kvalsterart som först beskrevs av Ewing 1909.  Xenillus niger ingår i släktet Xenillus och familjen Xenillidae. Inga underarter finns listade i Catalogue of Life.